# Napoleon (videogioco)
Napoleon (ナポレオン?, Naporeon) è un videogioco strategico del 2001 per Game Boy Advance. Pubblicato in Francia con il titolo L'Aigle de Guerre, il videogioco ha ricevuto una conversione per Wii U distribuita tramite Virtual Console.